# 현대아산

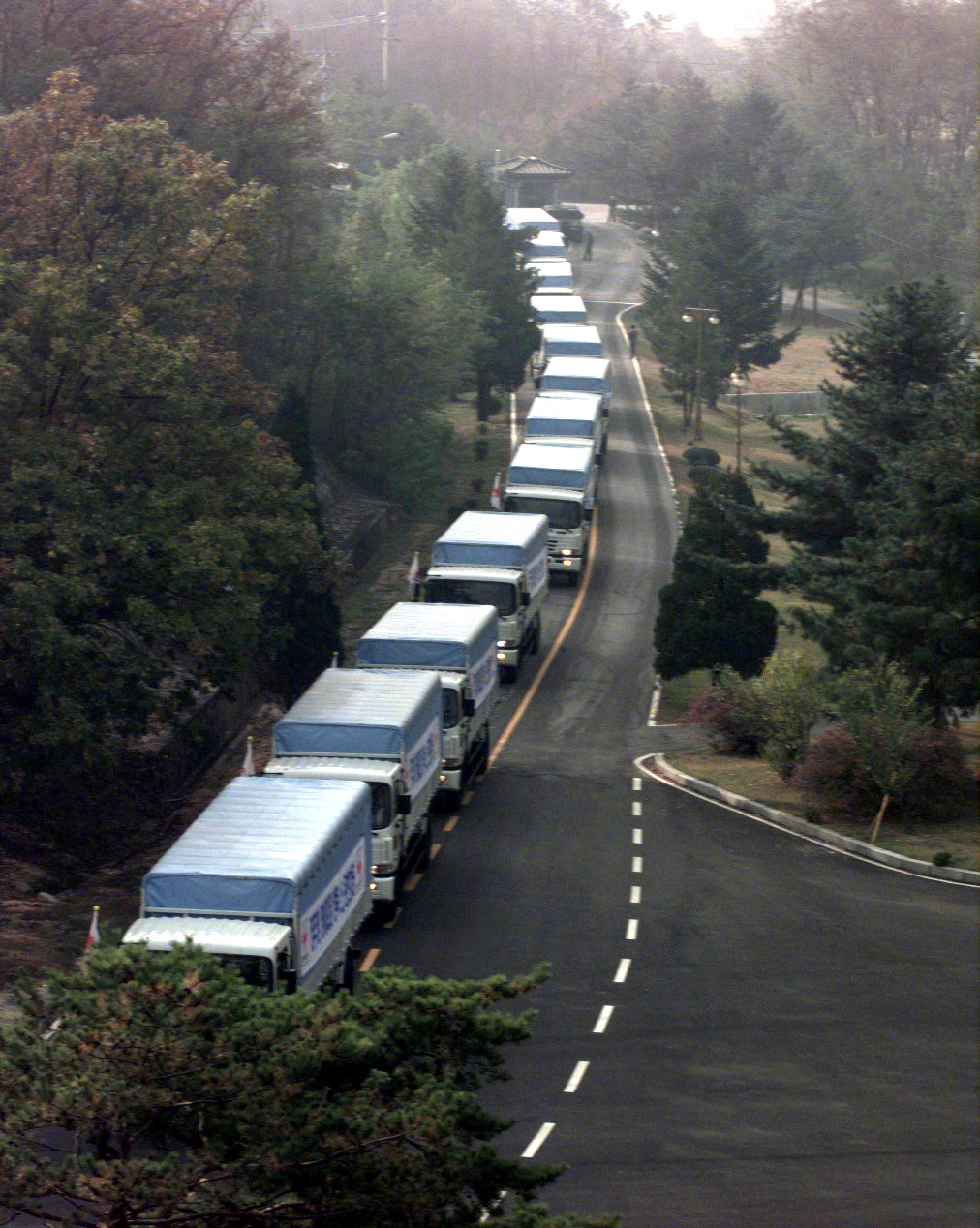
1998년 10월 27일 북한으로 가고 있는 소 501마리와 트럭 50대

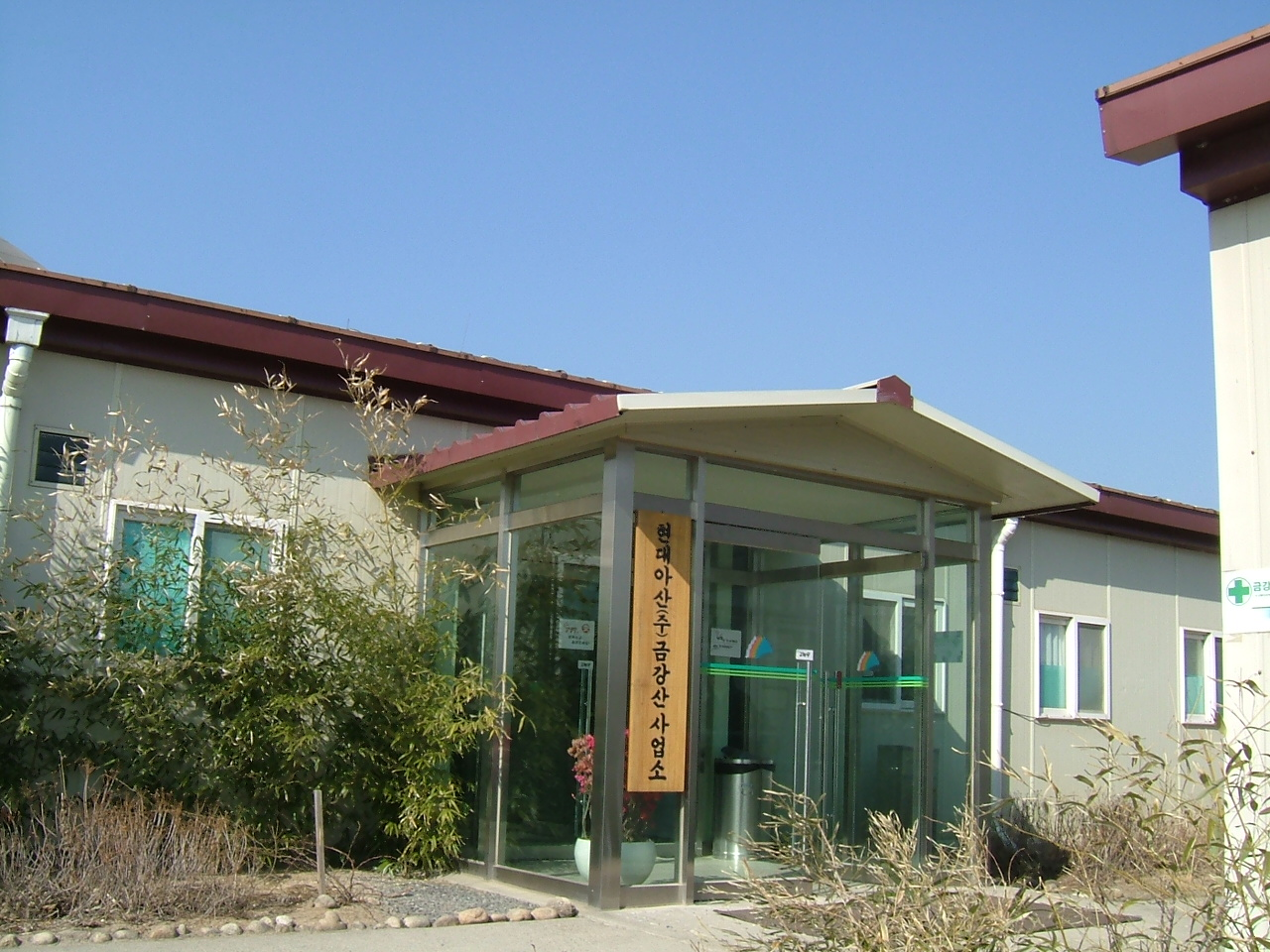
현대아산의 금강산사업소

현대아산(現代峨山, 영어: Hyundai Asan)은 1998년 11월 금강산 관광 시작 이후 남북경협사업을 체계적으로 추진하기 위해 1999년 2월 5일에 설립된 남북경제협력 전문기업이다.
현대아산의 아산은 정주영 당시 현대그룹 명예회장의 고향인 강원도 통천군 답전면 아산리에서 따온 이름이며, 동시에 정주영의 아호(我號)이기도 하다.

## 역사
남북화해와 협력, 민족공동번영과 평화정착에 기여하기 위한 목적으로 설립하여 1998년 금강산관광사업으로 본격적인 남북경협사업을 시작하였고, 2003년부터 개성공단 개발사업을 진행하고 있다. 그 밖에도 백두산관광사업, SOC 개발사업 분야의 투자 자산을 확보하고 있다.
남북경협사업 첫 시작은 금강산관광사업이다. 1998년 11월, 분단 반세기 동안 가보지 못한 ‘민족의 명산’ 금강산을 관광객이 직접 찾을 수 있게 되었고, 아름다운 경치와 함께 북측의 문화를 직접 접할 수 있는 기회가 제공되었다. 2008년까지 195만명이 다녀간 금강산관광은 이산가족 상봉, 남북장관급 회담, 남북공동행사 등 남북교류협력의 장소이자, 한반도 평화의 상징으로 자리매김 하고 있다. 한편 2007년 12월에는 서울에서 차량으로 불과 1시간 거리인 북측 개성 관광이 시작되어, 관광객들은 역사책에서만 보던 고려 오백년 도읍지인 개성의 선죽교, 고려박물관, 박연폭포 등 문화유적 둘러볼 수 있게 되었다. 앞으로 금강산, 개성관광뿐만 아니라 백두산관광 등 북측 주요 명승지로 사업을 확대할 계획이다.
2003년 6월 착공한 개성공단 개발사업은 북측 개성시에 총 2000만평 규모로 건설 중에 있으며, 남측의 자본과 기술, 북측의 우수한 노동력을 결합하여 ‘남북경제공동체’를 건설 목표로 하고 있다. 현재 1단계 100만평의 부지조성공사와 분양이 완료되었으며, 1단계 공사는 현대아산(시공)과 토지공사(자금조달, 분양)가 공동개발사업자로서 역할을 분담해, 현대아산은 공장건축과 부지조성 공사를 진행하고 있다. 2008년말, 개성공단에서는 87개 공장, 3만 6천명의 남북근로자가 제품을 생산하고 있다.
이와 더불어 금강산관광지구 건설과 개성공단 개발사업을 통해 쌓은 풍부한 시공경험과 기술력을 바탕으로 2005년 종합건설회사면허를 취득하여 국내 건설사업에도 참여하고 있다. 국내 건설사업을 통해 사업영역을 다각화 하면서 향후 추진할 북측 SOC(철도, 통신, 전력 등) 사업에 대비하고 있다.
기타 사업으로 남북물류사업, 교역사업, 농업협력사업 등을 추진하고 있으며, 민족 동질성 회복을 위해 1999년 남북통일농구대회, 2003년 류경 정주영 체육관 개관 행사를 개최하는 등 체육·문화 교류사업에도 힘쓰고 있다.

## 연혁
- 1989년 1월 31일: 정주영 현대그룹 회장, 기업인 최초로 방북하여 금강산 관광 의정서 채결
- 1998년 6월 16일: 정주영 현대그룹 회장, 소때 500마리 몰고 방북
- 1998년 11월 18일: 금강산 관광선 '금강호' 첫 출항, 해로관광 시작
- 1999년 2월: 현대아산 주식회사 창립
- 2000년 8월: 금강산 / 개성 특구 지정 및 SOC사업권 합의
- 2002년 9월 18일: 경의선 / 동해선 철도·도로 연결 착공
- 2002년 10월: 금강산 특구 내 훼미리마트 1호점 개점
- 2002년 11월 23일: 금강산, 개성 특별관광지구 특별법 시행
- 2003년 2월 4일: 금강산 육로관광 시범 실시
- 2003년 6월: 개성공단 착공
- 2003년 8월 4일: 정몽헌 현대아산 회장 별세
- 2003년 9월 1일: 금강산 육로관광 전면 실시
- 2004년 1월 11일: 금강산 해로관광 중단
- 2004년 6월 30일: 개성공단 시범단지 준공
- 2005년 6월: 금강산 관광객 100만명 돌파
- 2005년 8월 26일: 개성관광 시범 실시
- 2006년 7월 11일: 화진포아산휴게소 / 금강산 외금강호텔 개장
- 2007년 6월: 내금강 관광 전면 실시
- 2007년 12월 5일: 개성관광 전면 실시
- 2008년 3월 21일: 금강산 자가용 관광 시행
- 2008년 7월 13일: 금강산 관광객 피격 사망 사건으로 금강산 관광 중단
- 2008년 11월 29일: 개성관광 전면 중단

## 같이 보기
- 금강산국제관광특구
- 금강산
- 정주영
- 정몽헌
- 경의선
- 동해선
- 햇볕정책
- 현대그룹